# Salmson
Salmson (Сальмсон) — з 1890 року французький виробник насосів, двигунів, літаків та автомобілів. Штаб-квартира розташована в місті Булонь-Біянкур. У 1919 році компанію купує фірма British Grégoire. У 1957 році компанія припинила виробництво автомобілів.

## Еміль Сальмсон. Заснування компанії
Еміль Сальмсон був сином скульптора Жан-Жюля Сальмсона, якому доручили увічнити кількох королівських осіб, наприклад, Генделя, до речі, Жан-Жюль, своєю чергою, також був сином скульптора — Жан-Баптиста. Однак нащадок Жанів вирішив піти не по стопах діда і батька, а в діаметрально протилежну сторону, хоча теж творчу. Він заснував у 1890 році фірму Emile Salmson, Ing, яка стала виробляти парові і водяні насоси, потім розширивши сферу діяльності до гідравлічних насосів, підйомників і двигунів внутрішнього згоряння. 1896 року він перейменував компанію в Emile Salmson & Cie, Ingénieurs Constructeurs.
У 1908 році Еміль Сальмсон почав спонсорувати проєкт із будівництва авіаційного двигуна, проєктувати його взялися два швейцарця: Жорж-Анрі Кантон і П'єр-Жорж Унне. 1909 року 7-циліндровий радіальний мотор був готовий, мотори конструкції Кантона-Унне стали встановлюватися на літаки Вуазена (Voisin) і трохи пізніше на літаку Бреге (Breguet). 1910 року Сальмсон проєктує вертоліт, але зразок виявився невдалим.
У 1912 році Еміль Сальмсон купує нові приміщення в Булонь-Біянкур, і перейменовує підприємство в Société des Moteurs Salmson. Через рік виробничу гаму розбавляє 9-циліндровий авіаційний мотор. 1915 року фірма починає виробляти власні літаки, відкривши для цього завод у Війербане, Ліон.
Під час Першої світової війни завод виробляв не лише авіатехніку, а й генератори, деревообробні верстати та інше обладнання, у цей час на заводах фірми працювало близько 7000 робітників. 1917 року на 58 році життя Еміль вмирає, управління у свої руки бере інженер Жан Енріш, який управляв фабрикою під Ліоном.
У червні 1919 року син Еміля Сальмсона продає свою частину у фірмі і покидає підприємство, засноване батьком, він відкриває свій бізнес. Тим часом Енріш підписує договір про ліцензійне виробництво «циклекарів» британської фірми GN Limited, яку ще в 1910 році заснували інженери Годфрі і Фрейзер-Неш.
У 1919 році фірму купило англо-французьке підприємство British Grégoire Ltd і відомий автомобільний дилер Андре Ломбар запропонував купити ліцензію на виробництво цих «циклокарів» Ентрішу, і той погодився. Циклокар — це примітивний автомобіль, часто з мотоциклетним мотором, ланцюговим приводом коліс і тонкими мотоциклетними колесами.

## Початок виробництва автомобілів

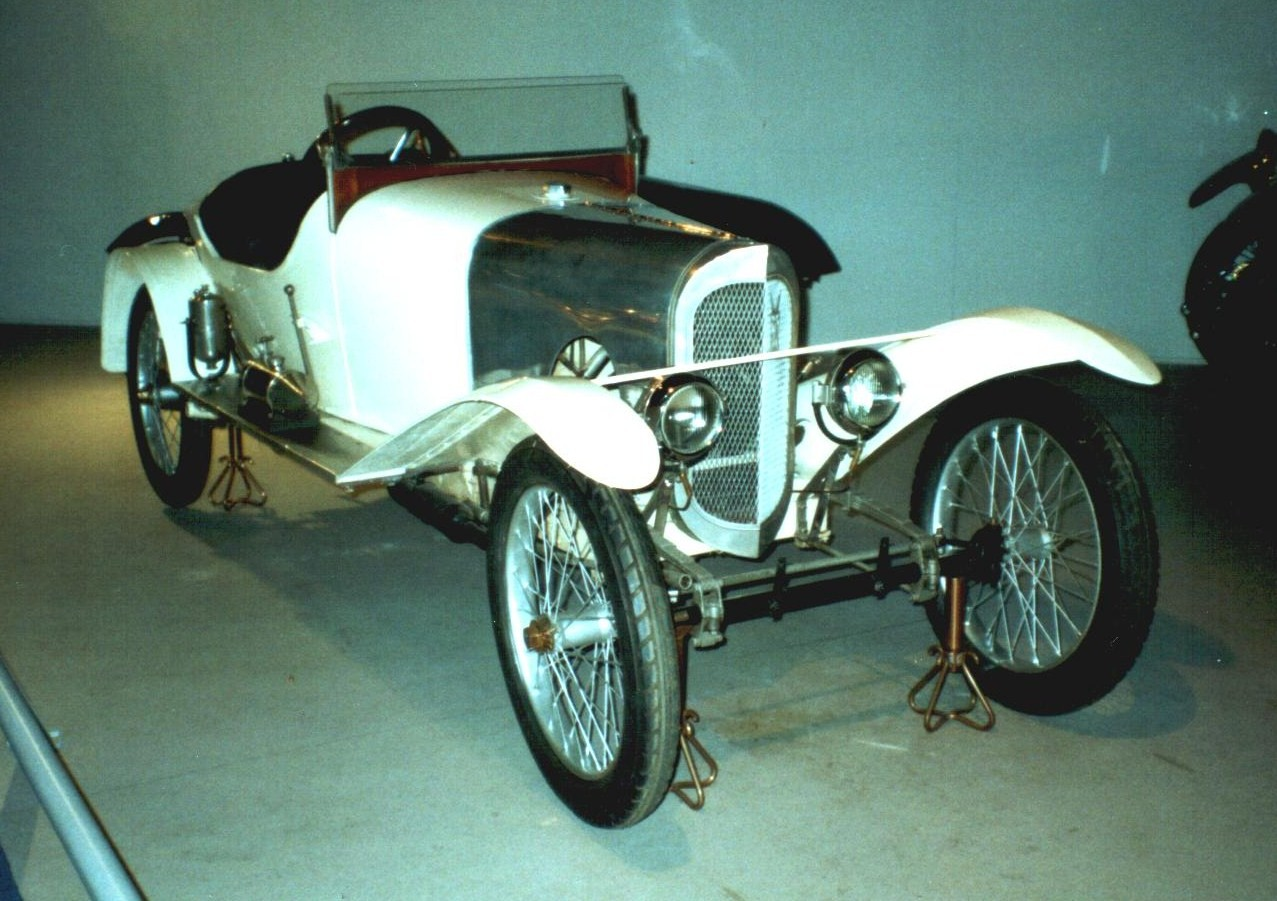
GN-Salmson

У жовтні 1919 року фірма Société des Moteurs Salmson виставилася на Паризькому автошоу як виробник автомобільних генераторів та аксесуарів, а також було показано 6 готових автомобілів, зібраних із деталей, поставлених британцями.
Циклокар французької фірми оснащувався V2 1,1 л мотором, спочатку планувалося, що британці будуть поставляти готові машинокомплекти. Однак технічне оснащення французького підприємства давало змогу самостійно виробляти всі вузли для автомобілів, що й було розпочато через 6 місяців після прем'єри. Машини швидко завоювали визнання серед відставних солдатів, які нарешті отримали платню, що якраз давала їм змогу купити відносно дешевий «спортивний» транспортний засіб.

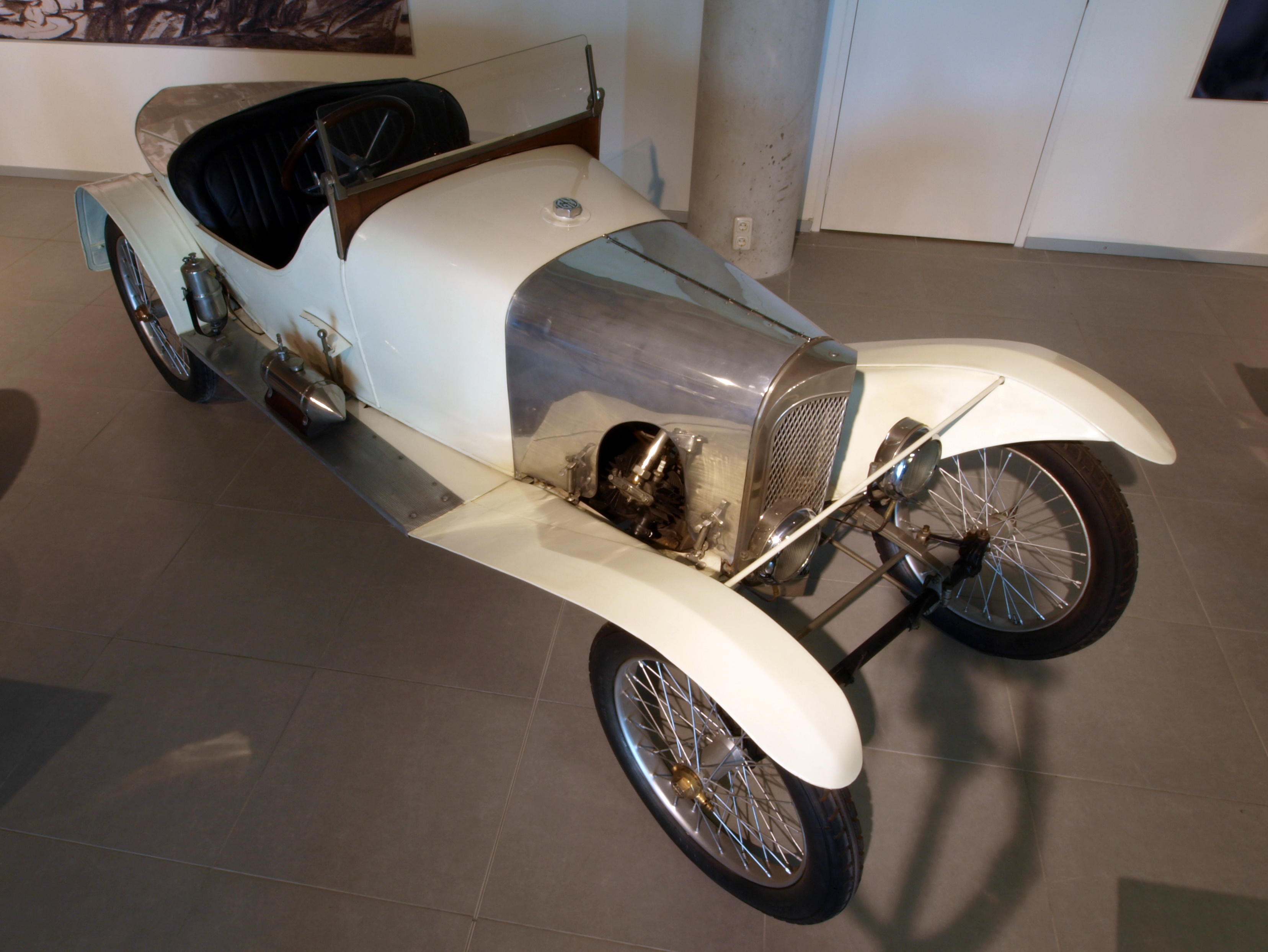
GN-Salmson

Проводилися і спортивні заходи для циклокарів, а 1920 року гонщик команди Salmson — Орель — завоював перше місце в чемпіонаті Франції.
У 1921 році Андре Ломбар, який, крім іншого, любив і брати участь у гонках, просить інженера Еміля Петі встановити двигун, розроблений ним (Петі), на шасі циклокара Ломбара. Двигун при об'ємі в 1,1 л мав 4 циліндри з напівсферичною камерою згоряння, які охолоджувалися повітрям. Мотор, спроєктований Петі, мав всього один штовхач на циліндр. Штанга штовхача, залежно від того, куди рухалася, відкривала або впускний, або випускний клапани, 3-ступенева коробка передач мала єдиний корпус із блоком двигуна, але в той час це було модно, передача крутного моменту до заднього моста йшла вже не через ланцюг, а кардан. Ломбару дуже сподобався прототип, і він було вирішив сам випускати таку машину, але, не знайшовши спонсорів, запропонував прототип фірмі Salmson.

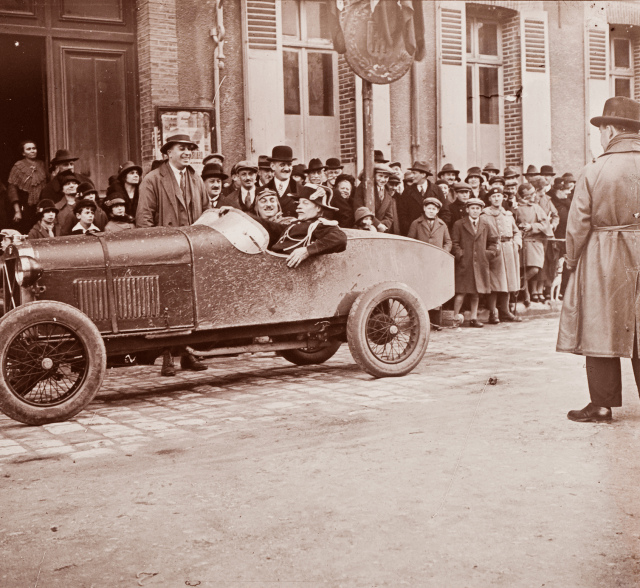
Андре Ломбар на прототипі Salmson. Ле-Ман 1921 року

Технічний відділ із директорами, оглянувши машину, і цього разу схвалили ідею, але поставили одну умову: машина обов'язково повинна мати рідинне охолодження. Петі сів за стіл і почав проєктувати блок з сорочкою для охолоджуючої рідини. У серпні 1921 року машина з переробленим мотором була готова, і не пройшовши ще випробувань цієї машини, Ломбар вирішив взяти участь на прототипі в «6-денних гонках Швейцарії». У підсумку конструкція показала себе з найкращого боку, оскільки Ломбар повернувся до Франції із золотою медаллю. А рівно через місяць прототип був виставлений у Ле-Ман, де Ломбар завоював перше місце у своєму класі, показавши середню швидкість у 88 км/год.

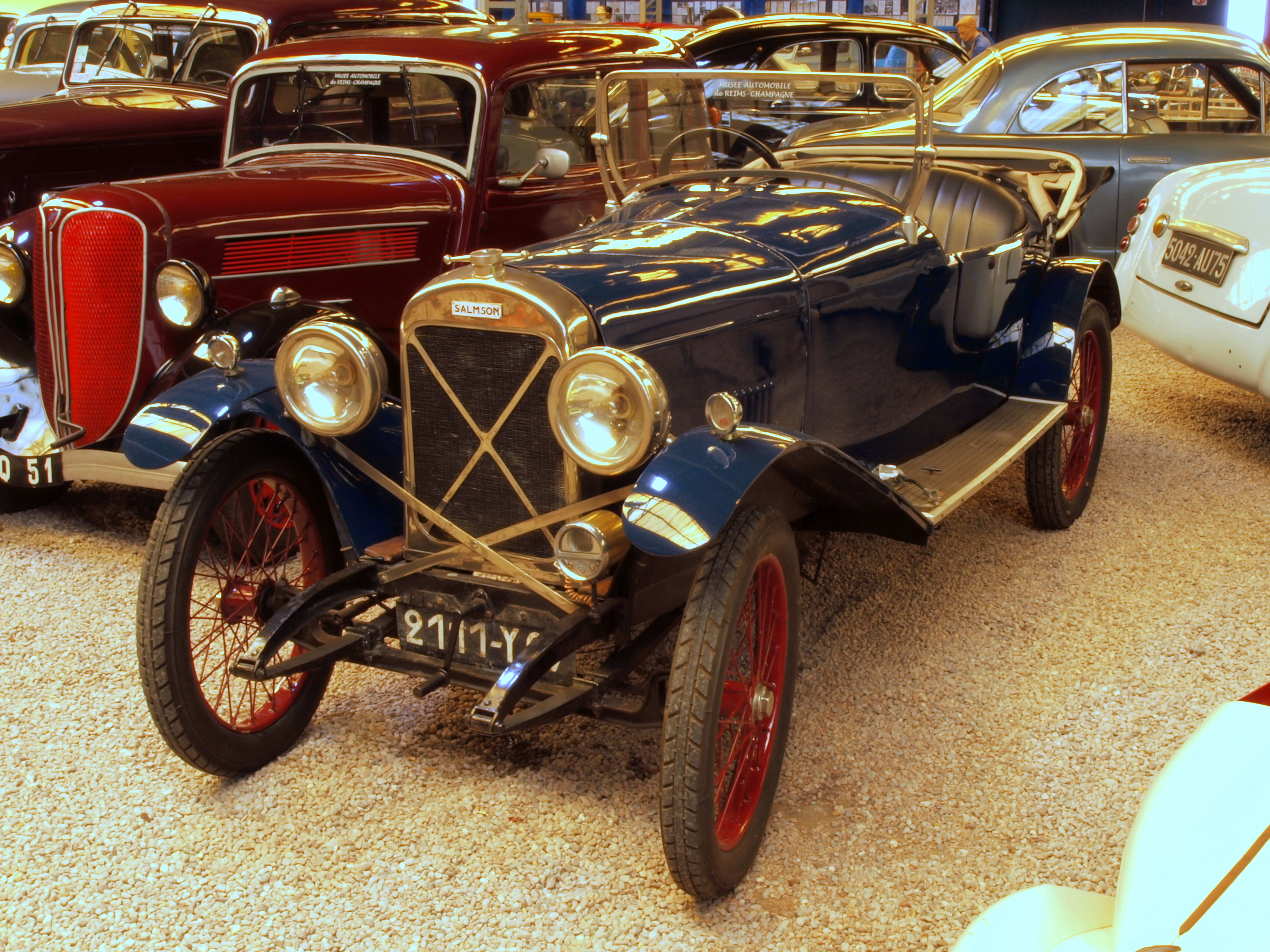
Salmson AL22 8CV

У жовтні вже машина була представлена і публіці як серійна машина. Машина отримала назву Type AL22 8CV, названа вона була на честь Андре Ломбара. Серійна машина мала той же мотор 1,1 л, потужністю 18 к. с., при масі в 350 кг машина розвивала 85 км/год. Задня підвіска машини мала чверть-еліптичні ресори, гальма були тільки на задніх колесах і не було електрообладнання, так само, як і стартера. А на радіаторі красувався хрест Андрія Первозваного — символ покровителя Андре Ломбара.
Машина пропонувалася в різних варіантах кузовів: двомісний «Туризм», тримісний «Торпедо», ландо, седан, розвізний фургон і навіть пікап, проте в базовій комплектації була відсутня навіть запасна покришка, проте мінімальне оснащення було зроблено з єдиною метою — потрапити по ваговій категорії до класу циклокарів, які мали послаблення з податкової політики, а відповідно були доступніші масовим покупцям.
Машина, яка стала брати участь і вигравати у спортивних заходах різного роду, стала користуватися великим попитом, також гарною рекламою послужила і перемога в Ле-Мані.
Але Петі, який тепер працював на Salmson, не сидів, склавши руки, а спроєктував на базі цього мотора варіант із двома верхніми розподільчими валами, тобто DOHC або Twin Cam. При тому ж об'ємі в 1,1 л машина розвивала вже 30 к. с., і якщо в 1921 році одновальна машина показала середню швидкість в 116 км/год на Брукліні, після чого машина розвалилася, то цього разу на тій же трасі машина встановила рекорд у класі машин до 1100 см3 на 146,4 км/год, але у Франції результати виявилися менш шокуючими, у Ле-Мані була показана середня швидкість у 98,5 км/год, а на гран-прі Франції — і зовсім 97 км/год.
Тим часом у червні 1922 року припиняється виробництво ліцензійної базової моделі, яка також випускалася весь цей час, до цього моменту було продано 1600 екземплярів. Ліцензію у британців купили фірми Thevenet і Giovanelli, які, модернізувавши базову машину, починають їх продаж у Франції. У жовтні 1922 року з'являється модернізована модель AL3, яка все так само оснащується одновальною голівкою, але при цьому форсованою до 24 к. с.
Крім неї дебютує нова модель — Typ D 10CV з новим двовальним мотором. Моторчик при об'ємі 1250 кубів розвивав вже 37 к. с. Однак цій машині, яка випускалася 7 років, не судилося стати масовою, оскільки вона була вже не циклокаром, а легковим автомобілем.
У спортивному житті 1922 і 1923 років все так само значилися перемоги і рекорди, у тому числі на гонках у Монці, Сан-Себастьяні, Булоні та ГП Франції. У Ле-Мані 1923 року Десво і Кассе прийшли в загальному заліку 12-ми після багатолітрових Chenard & Walcker, Bentley, Лорен-Дітріх, Excelsiro та Bugatti, але першими у своєму класі (750—1100 см3), причому, другим у цьому класі також прийшов Salmson, а замикав трійку на п'єдесталі Amilcar.
Однак на 1924 рік фірма вирішила взяти тайм-аут, у цьому ж році Андре Ломбар припиняє співпрацю з Salmson і починає виробляти автомобілі зі своїм прізвищем на решітці радіатора.

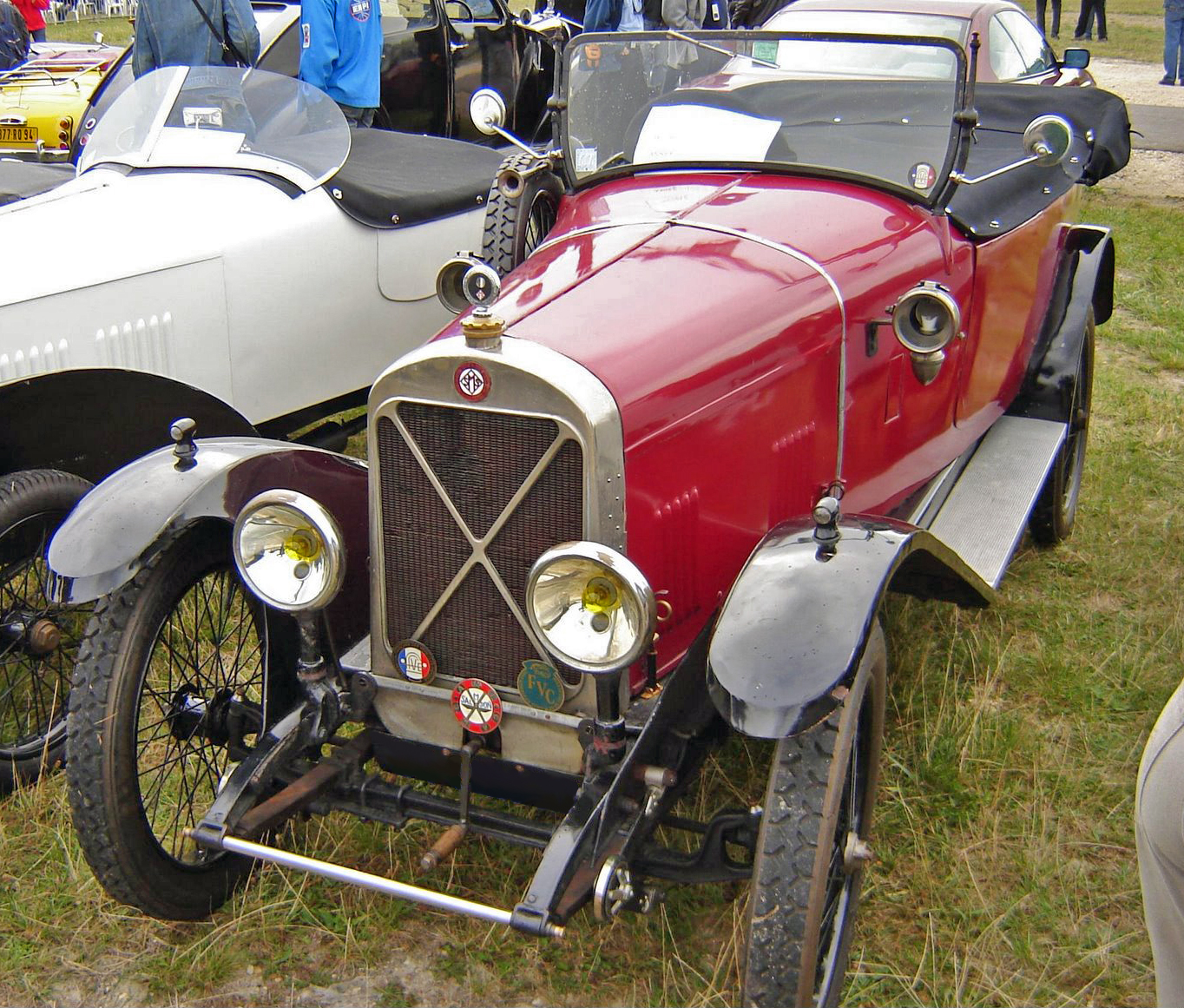
Salmson Type V AL3 7CV Deux Torpedo

У 1925 році з'являється Type V AL3. Шасі машини було переглянуто, з'явилися поперечки в рамі, які повинні були запобігти провисанню кузова, з'явилася підвіска передніх коліс.
Через рік на базі цієї моделі стали будувати спортивні серійні машини, на які стали встановлювати серійно мотори, об'ємом 1,1 л, які оснащувалися двома верхніми розподільчими валами, мотор цієї серії отримав назву 2 ACT. Крім цього, ці машини отримали гальма передніх коліс.

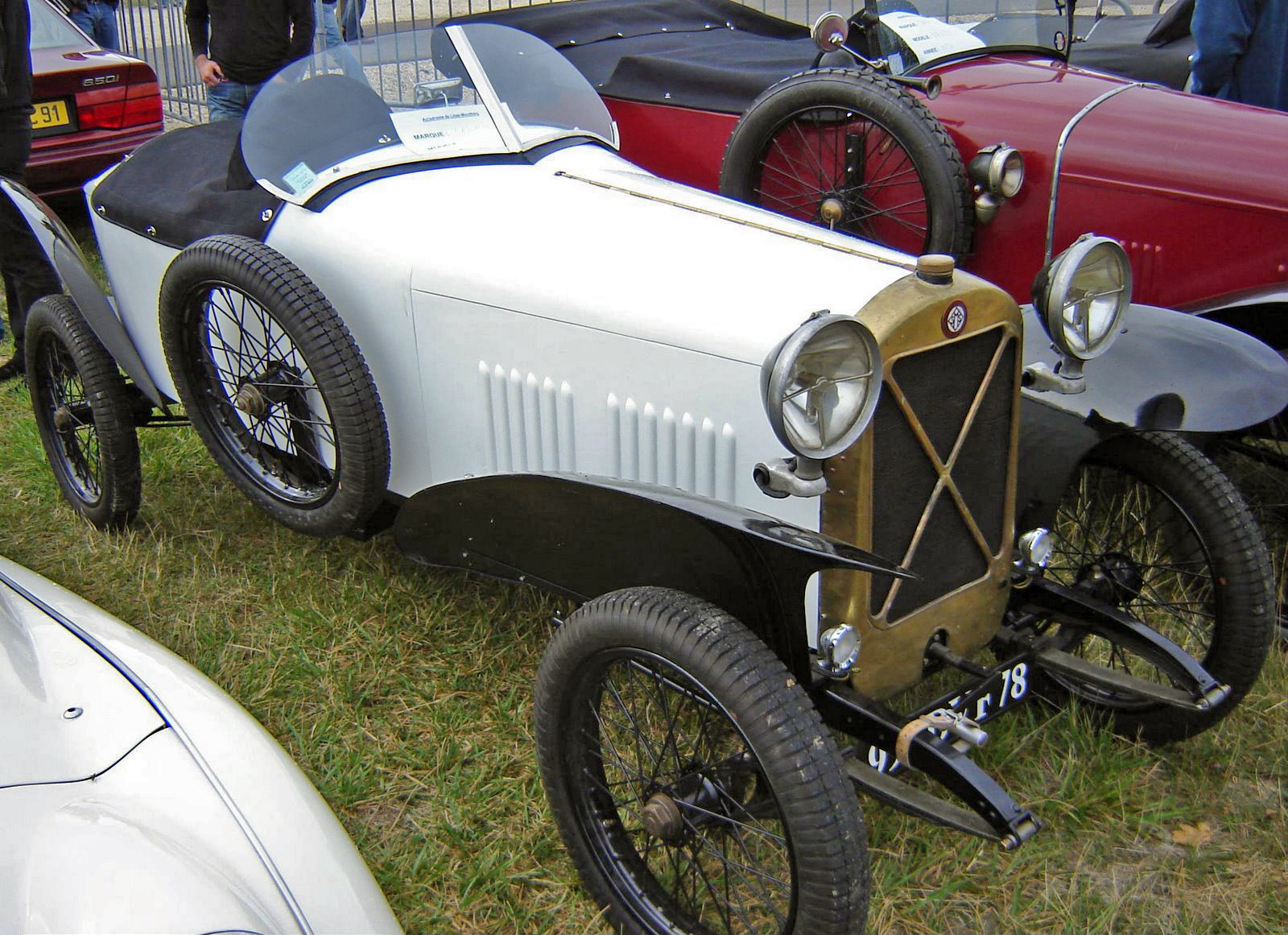
Salmson Grans Sport

Початкова версія називалася GS (Grand Sport), потужність цієї версії дорівнювала 30 к. с., коробка передач була 3-ступеневою.

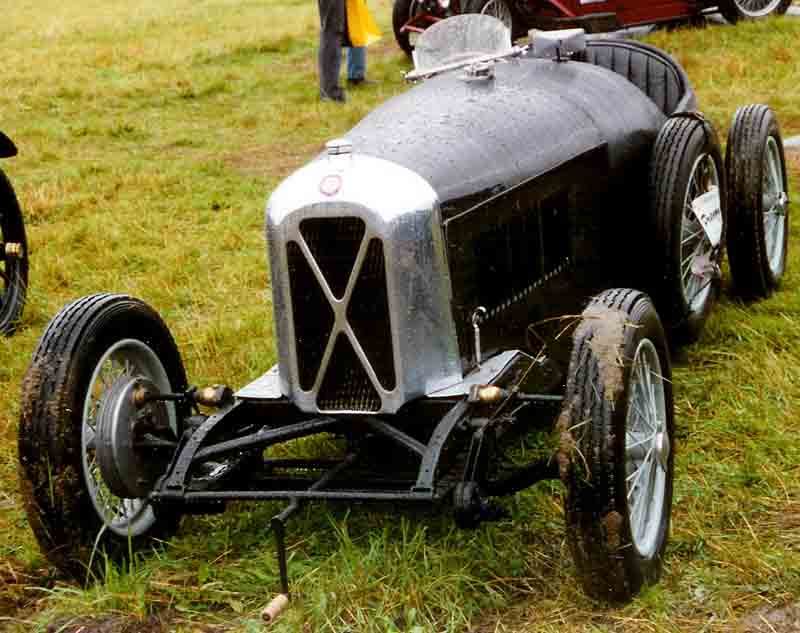
Salmson Sport Grand Prix

Слідом йшла GSS (Grand Sport Special), також з 1,1 л DOHC і потужністю від 35 до 40 к. с., у неї стояла 4-ступенева коробка. Потім була версія GSC (Grand Sport Course), яку також називали ще San Sebastian, її мотор видавав вже 50 к. с. Завершувала виробничу програму версія для заможних клієнтів — модель SGP (Sport Grand Prix), на мотор 1,1 л ставили компресор фірми Cozette, з яким моторчик видавав вже 70 к. с., а якщо потрібно було, то форсували його аж до 100 к. с., що мотор, у принципі, витримував. Коліно цього мотора спиралося всього на 3 корінних підшипника.
Ці машини швидко повернули собі першість у спортивних змаганнях після річної перерви. Тепер 1,1-л машини Salmson GS обходили в Ле-Мані і 3-літрових Bentley, але в 1927 році «Бентлі» фінішував першим, а за ним до фінішу прийшло 2 Salmson. 1928 року з'являється остання спортивна версія на базі V AL3 — GS8, це була машина з 50-сильним мотором на укороченій базі.
Тим часом, коли за спиною у фірми було близько 550 перемог у різних змаганнях і 10 світових рекордів, Жан Енріш вирішує покинути світ автоперегонів і зосередитися на виробництві соліднішої, а значить — дорогожчої техніки. У жовтні 1928 року на Паризькій виставці показується 6-циліндровий прототип із 2-вальної головкою і об'ємом мотора 1650 кубів, який назвали Type S6. Водночас Петі проєктує 8-циліндровий 1100-кубовий автомобіль із наддувом, щоб скласти конкуренцію одвічному конкуренту — Amilcar, проте Енріш наполегливо каже ні, він остаточно і безповоротно вирішив покинути гонки, які пожирали бюджет фірми. Розчарований Петі залишає фірму.

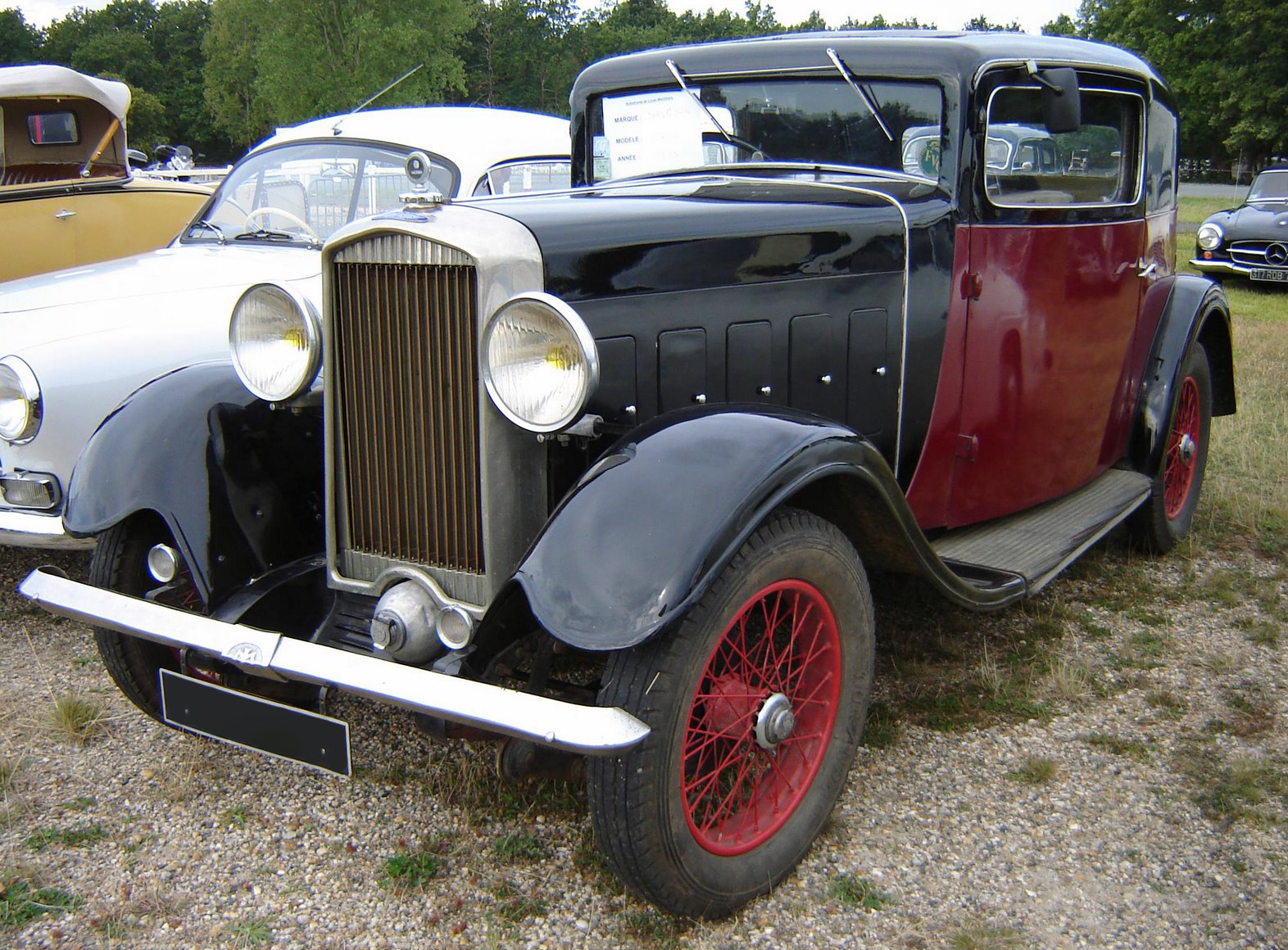
Salmson S4C Berline 8CV

Через рік починається виробництво нової моделі, яка замінює собою всю продукцію, що випускалася досі. Машина має дизайн 6-циліндрового прототипу, оснащена 4-циліндровим 1,3-л мотором, який оснащений 2 розподільчими валами, коробка передач була 3-ступеневою. Шасі вийшли легкими, без кузова воно важило усього 600 кг, що натякало на спортивність.
Дизайн машини, як і прототипу S6, розробив Андре Ков. На жаль, з новим дизайном машина втратила і свою візитну картку — хрест на решітці радіатора. Через 2 роки машина отримала 4-ступеневу не синхронізовану коробку передач, будучи єдиною машиною у виробничій програмі, до 1932 року було продано трохи менше 3500 примірників.

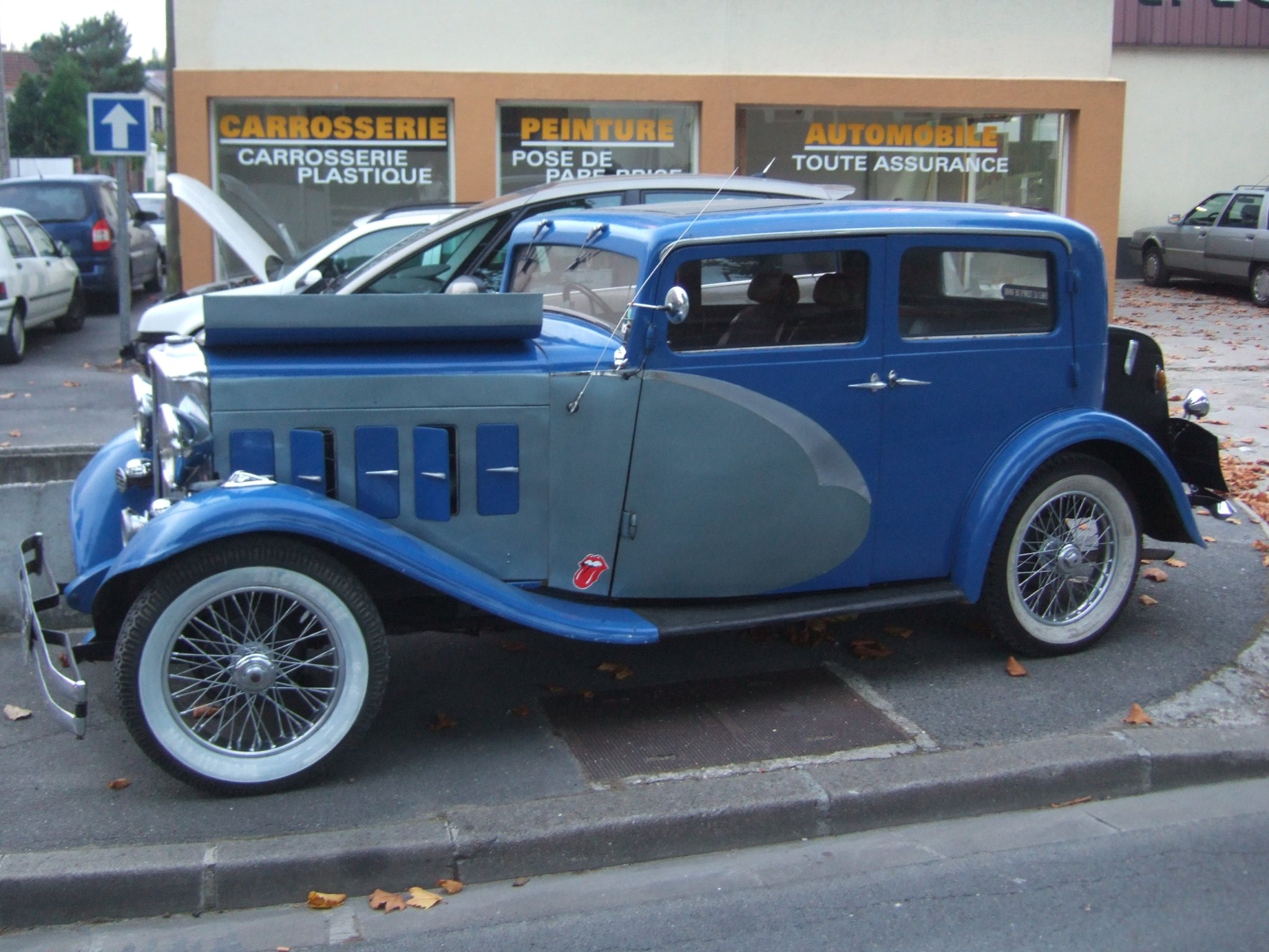
Salmson S4C Berline 8CV

У 1932 році машина отримала новий мотор, об'ємом майже півтора літра, потужність мотора виросла до 41 к. с. База виросла на 13 см, а колія — на 8 см, що давало змогу встановити нижчі кузови.
Через рік машину оновили, мотор отримав термостат, а спицьовані колеса були замінені на штамповані, які в той час були моднішими. У листопаді 1934 року машину змінює модернізована версія, оскільки виробництво S4C випало на найважчі роки в економіці, то за цей час випущено всього 1650 примірників.

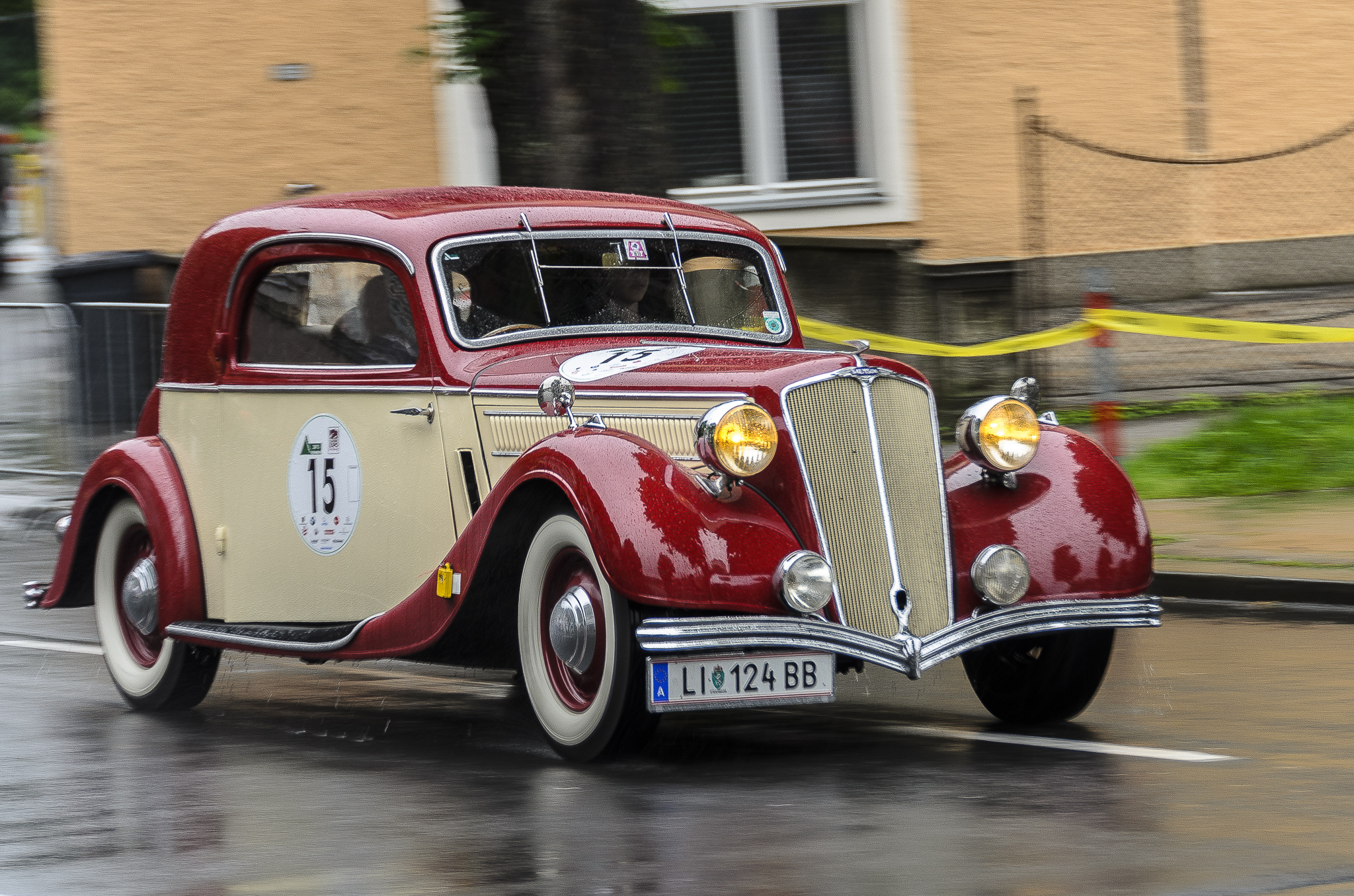
Salmson S4D 9CV

У 1934 році машина отримує сучасніший дизайн із похилим радіатором. Технічно нововведення звелися до незалежної підвіски передніх коліс і мотору збільшеної ємності, тепер об'єм становить 1,6 л, а потужність — 47 к. с. Також на цю машину ставиться коробка передач електромагнітної системи Cotal, яка випускається заводом самостійно, а також рульову рейку, машина отримує індекс S4D.

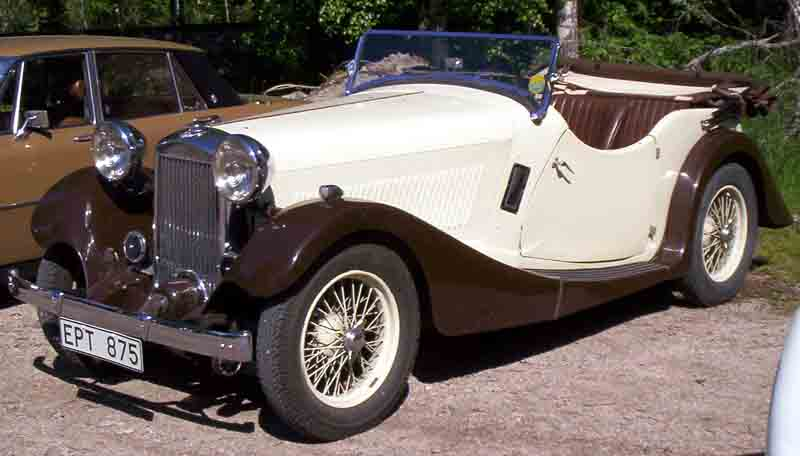
British Salmson S4C 12/70HP Sport Tourer

Разом із цим виробництво легкових машин починається і у Великій Британії, де існує з 1930 року підприємство British Salmson Aero Engines. Британські підприємці викупили в 1930 році фірму Dudbridge Iron Works, яка випускала авіаційні мотори за ліцензією Salmson, і перейменували її. Первістком британської фірми стала знята з виробництва модель S4C, в англійському варіанті потужність мотора була доведена до 55 к. с., тому там вона більше знана як 12/55HP, крім цього покупцям пропонувалася і потужніша версія, яка оснащувалася двома карбюраторами і підвищеною компресією мотора, що давало змогу знімати з 1,5 л об'єму 70 к. с. Причому, спортивні версії з 70-сильним мотором відрізнялися нижчим радіатором (різниця була в 5 см).
Так само британська машина відрізнялася тим, що вона оснащується простою 4-ступеневою коробкою передач з синхронізованими передачами 3 і 4 ступенів. Також британські машини комплектувалися спицьованими колесами, на відміну від французьких машин, де була інша мода.

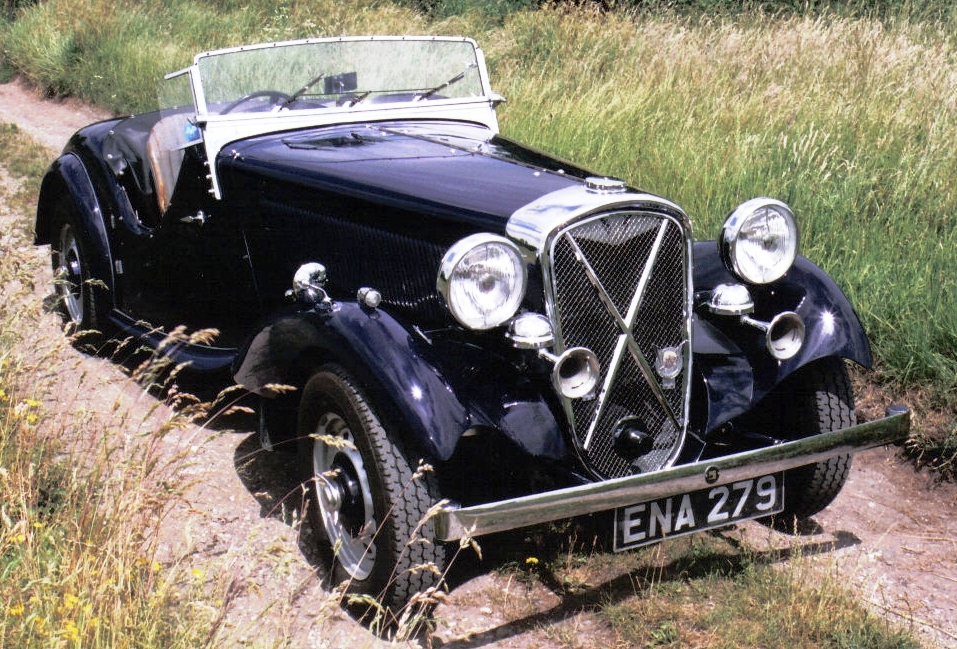
British Salmson S6 20/90HP

Наприкінці 1935 року в Британії починають продавати свою розробку — S6 20/90HP. Ця машина була спроєктована і побудована у Великій Британії і не мала аналогів у Франції. Шасі машини отримало незалежну торсіонну підвіску, а також гідравлічний привід гальм системи «Локхід». Але головне — під капотом переховувався 6-циліндровий мотор, об'ємом 2,6 л, який розвивав 90 к. с., що давало змогу спокійно їхати зі швидкістю в 140 км/год.
Топова модель отримала на решітці радіатора хрест, як це було на французьких автомобілях цієї марки в 1920-ті роки.

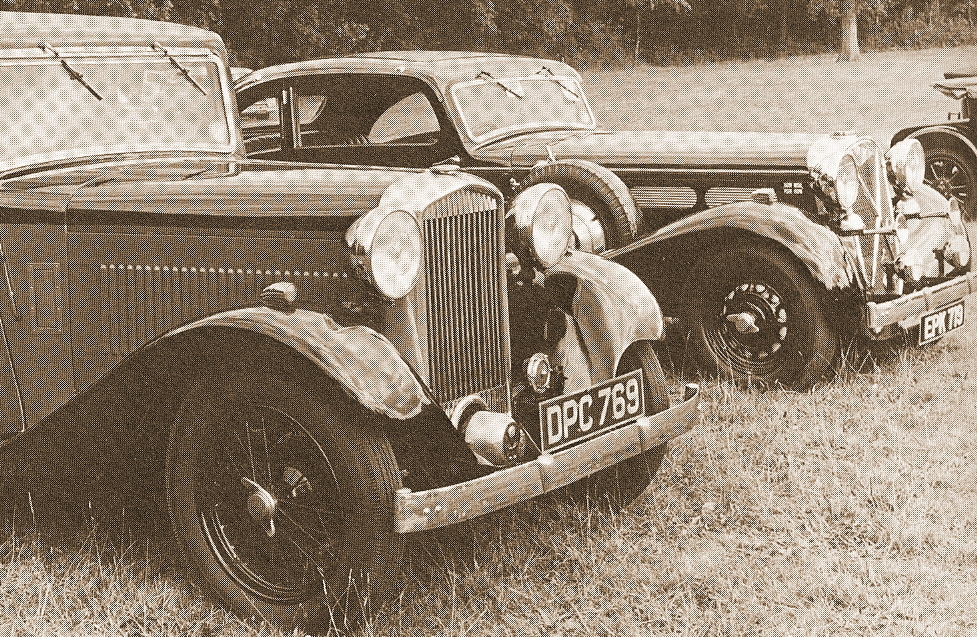
British Salmson S4C та S6

Наприкінці 1936 року у Франції на виставці була представлена машина S4DA з 1,7-л мотором, потужністю 55 к. с., зовні вона практично не відрізняється від S4D. Навесні 1937 року починається виробництво цієї моделі, тоді ж на британському ринку дебютує знята з виробництва у Франції модель S4D. Британський варіант отримав 1,7-л мотор, цього разу він виявився потужнішим французького аналога, він розвивав вже не 55, а всі 65 к. с. Також британець отримав точніше рульове управління типу «черв'як і ролик», а також гідравлічний привід гальм «Локхід», у той час як навіть новіші моделі французького відділення все ще оснащувалися тросовими механічними гальмами системи «Бендікс». Британський автомобіль також оснащувався власними кузовами і носив індекс S4D 14/65HP.

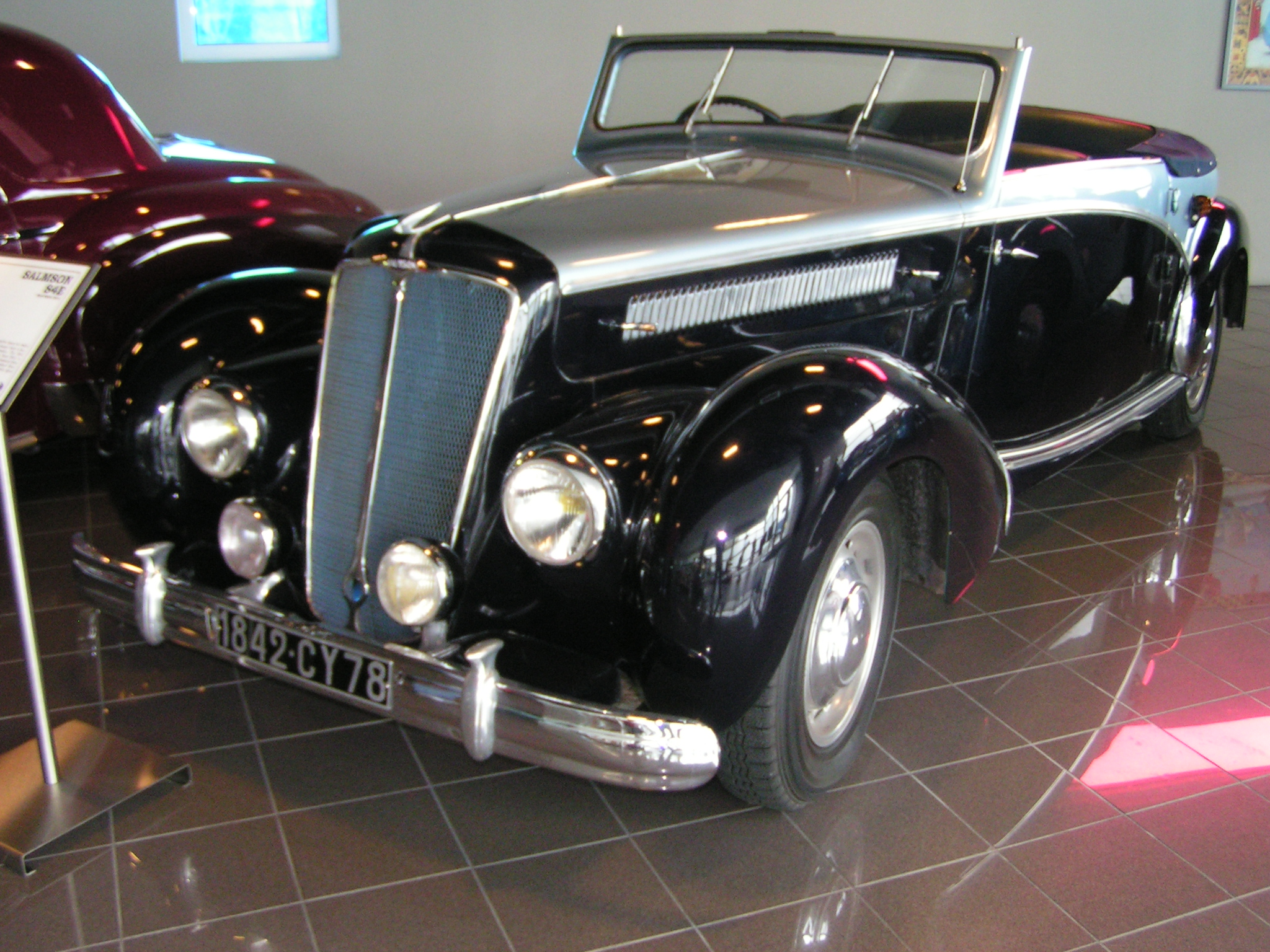
Salmson S4E 23СV Cabriolet

Тоді ж в 1937 році у Франції публіці представляється нова модель — S4E, яка, по суті, має мало спільного з попередниками, оскільки під капотом у неї ховається 4-циліндровий 2,3-л мотор, потужністю 70 к. с., 2-вальний, передня підвіска була на торсіонах і був гідравлічний привід гальм.
Через рік з'являється Salmson S4-61, який змінює S4DA, від попередника він отримує технічну начинку, але передня підвіска у нього повторює вже підвіску S4E, але гальма все одно були з механічним приводом, все це було встановлено на новій, нижчій рамі. Дизайн кузова повторював собою старшу модель S4E, причому, так, що на око відразу і не відрізнити, поки не поставиш їх поруч, S4-61 — менша в габаритах. У цей же проміжок часу в Англії знімають із виробництва молодші серії, залишаючи тільки власну розробку — S6 20/90HP, яку випускали ще рік, до речі, всього їх було за цей час побудовано 15 штук, так що це досить рідкісна машина. А припинили виробництво через те, що франк почав девальвувати, і тепер стало вигідно експортувати готові машини, в 1934 році виробництво на Туманному Альбіоні почалося через нову митну політику Великої Британії.
У British Salmson виробництво машин тривало до 1939 року, після чого підприємство переключилося на інжинірингові розробки, а корпуси заводу були продані фірмі SS Cars, яка продає свої машини під маркою Jaguar. У Франції ж машини випускали до самої окупації, після чого заводи були змушені виробляти продукцію на благо Третього Рейху. 1942 року союзники за таку зговірливість із фашистами навіть побомбили заводи фірми, тоді ж дісталося і Renault.

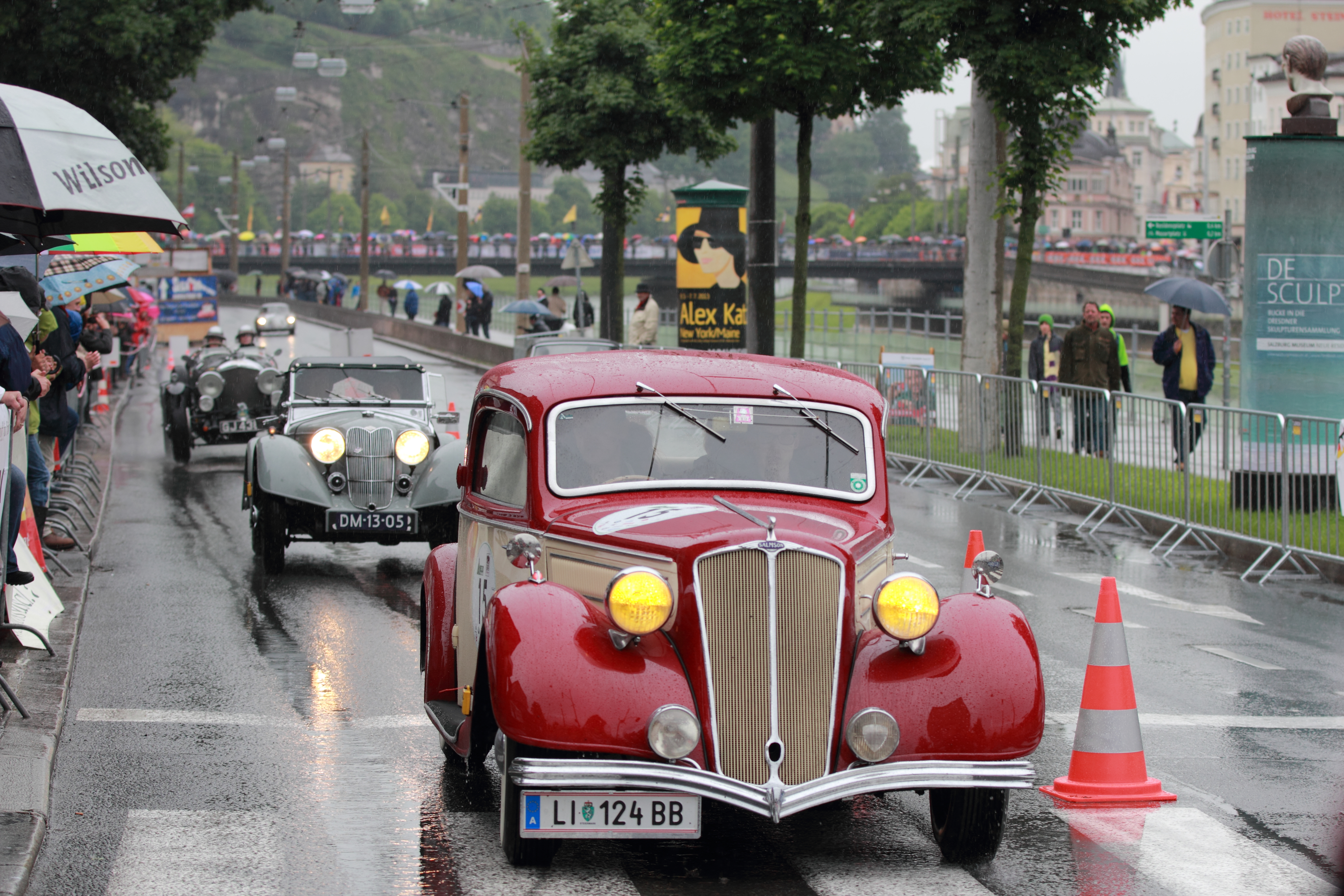
Salmson S4-61 10/50СV Berline

З приходом мирного життя SMS зміг відновити виробництво довоєнних машин вже в 1945 році, у цей важкий післявоєнний час вдається навіть продати цілих 3 машини моделі S4-61, на наступний рік будують ще 31 машину, а також 20 дорожчих S4Е. 1949 року фірма знаходить кошти для модернізації своїх машин, але модернізація зводиться до фейсліфту: фари тепер були інтегровані в передні крила і знаходилися нижче, ніж були колись, плюс встановили нові бампери. Ці нововведення торкнулися обидвох моделей.

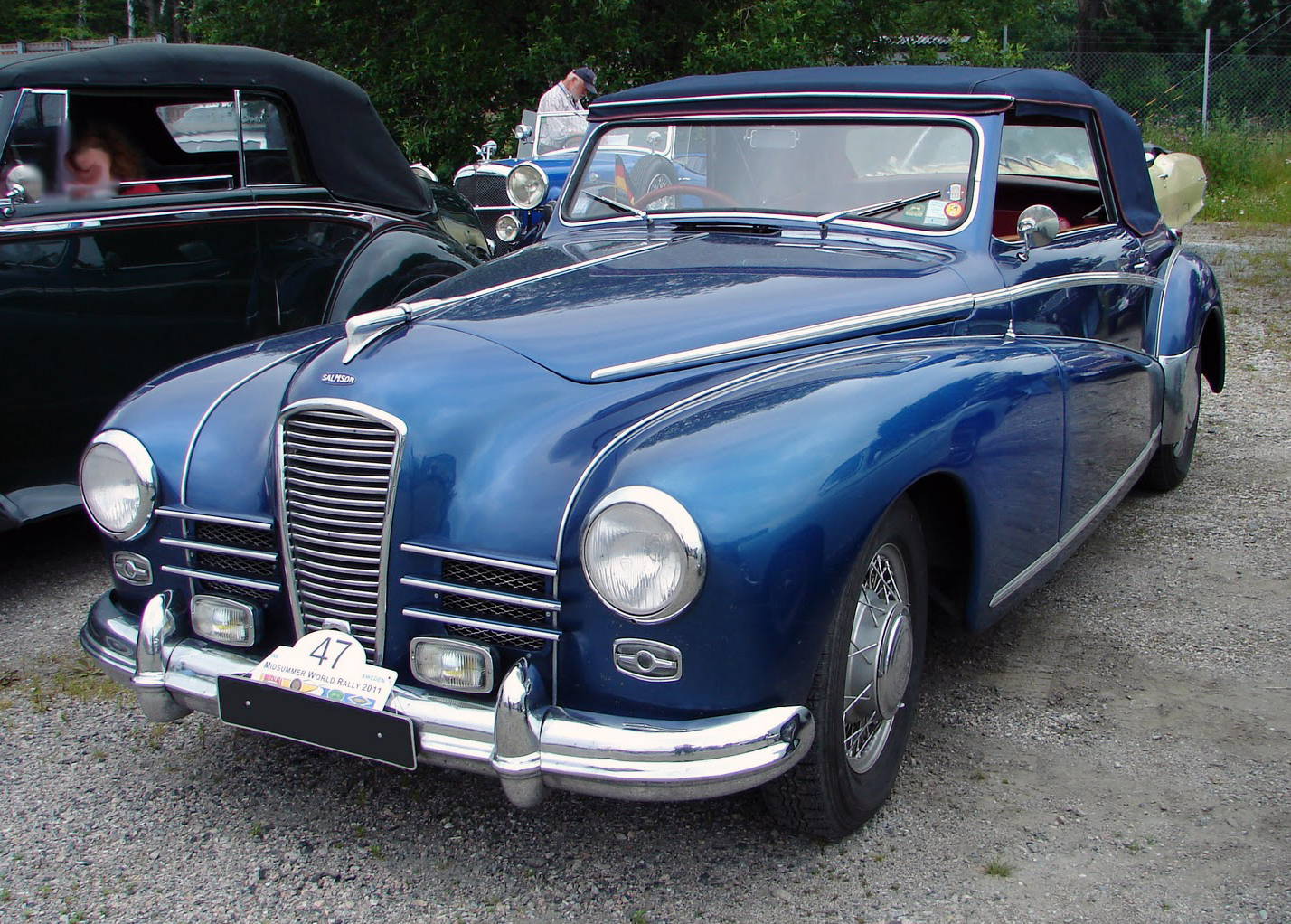
Salmson G72 Randonee 13/70СV

Проте вже в 1950 році з'являється модель S4Е-72, яку оснастили новим 2,2-л мотором, потужністю 70 к. с., цього разу мотор був повністю виготовлений з алюмінієвих сплавів, до цього блок був чавунним. Зовні ж це була та ж машина, зразка 1949 року. Проте вже в жовтні того ж року на Паризькій виставці показують нову модель — G72/G80 Randonee, яка має новий кузов, що поставляється фірмою Esclassan, на вибір можна було придбати або седан (G80), або кабріолет (G72).
1950 рік став найкращим за післявоєнні роки, у цей час продається майже 1200 машин, тобто майже рівень довоєнних продажів. До речі, англійське підприємство починає в цей же час виробництво мотоциклів, тобто велосипедів із моторчиками, під назвою Cyclaid, їх виробництво припиниться через 5 років, а потім фірма переїде до Шотландії і буде там випускати друкарські машинки.
А тим часом у Франції в 1951 році запускають у виробництво G72 Randonee, модернізації піддається і S4-61, він отримує нарешті гідравлічний привід гальм. Такі машини отримують букву L в кінці назви моделі, тобто S4-61L. Але, крім цього, у жовтні 1951 року фірма потрапляє в скрутне фінансове становище після витратного проєкту, пов'язаного з авіадвигунами. Жана Енріша, колишнього керуючого компанії, відправляють на пенсію, а саму фірму оголошують банкрутом. Рятує підприємство Жак Бернар — президент компанії Bernard Moteurs. У жовтні 1952 року на стенді виставки, що проходить у Парижі, було показано всього 2 машини, і обидві були серії Randonee, оскільки решту серій зняли з виробництва.

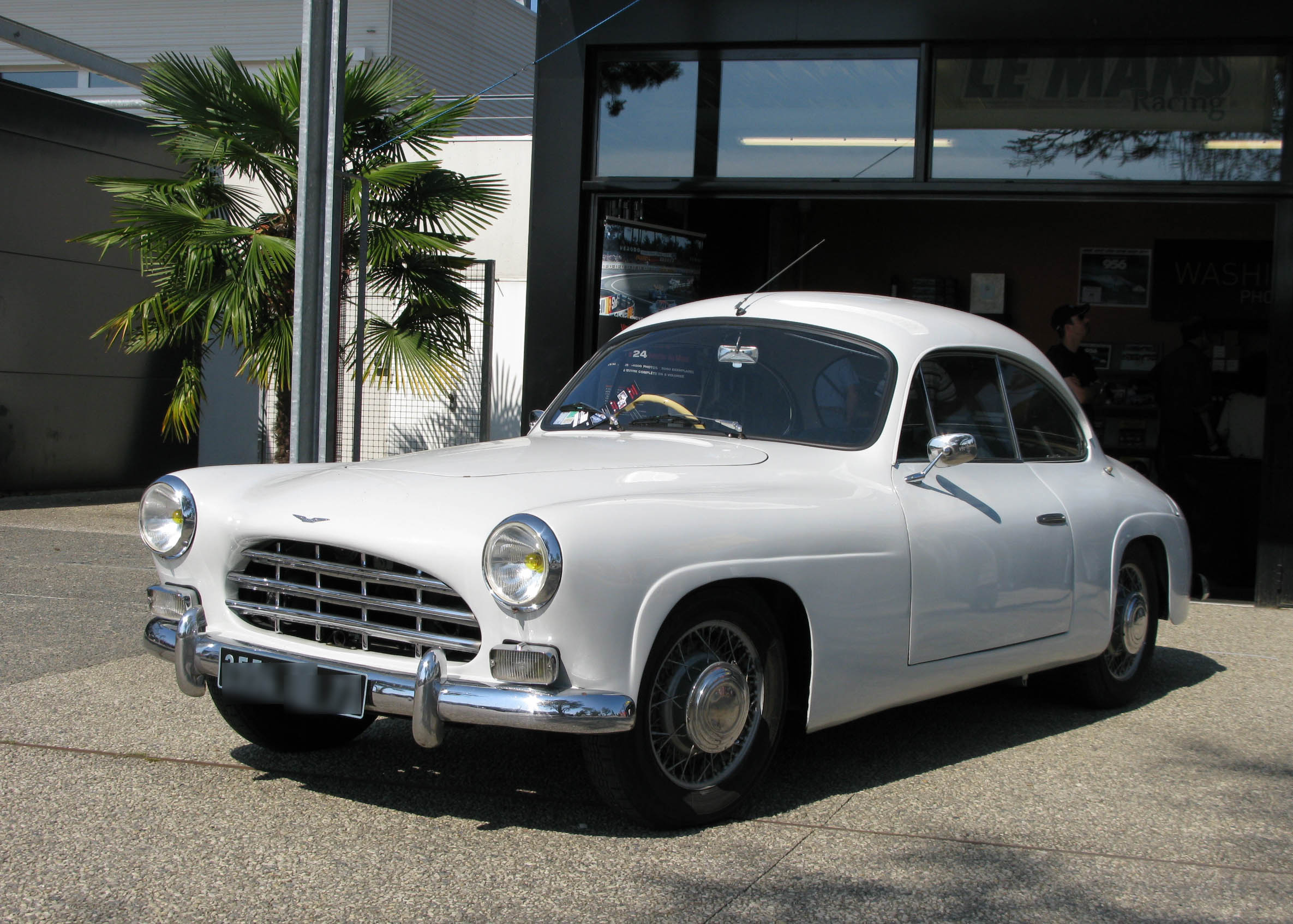
Salmson G85 2300S Coach

Здавалося б, все остаточно втрачено, але тут у фірму приходить працювати інженер Юджин Мартін, він проєктує спортивний досить сучасний автомобіль, який представили публіці в жовтні 1953 року. Машина, що одержала назву G85 2300S мала обтічний сучасний кузов, під капотом був 2,3-л двигун, що розвивав 110 к. с., працюючи в парі з 4-ступеневою електромагнітною коробкою передач Cotal, машина могла розвинути 178 км/год.
Кузови почав поставляти інший виробник, відомий не тільки у Франції, а й у світі — Chapron, знову таки на вибір пропонувався купе або родстер. 1954 року Серж Шелле змінює Бернара, однак після кількох скандалів рада директорів відправляє його у відставку і повертає Бернара, той, бачачи жалюгідний стан фірми, приводить із собою спонсорів — Надо і Ланшона, які тісно пов'язані з державною компанією — Renault.

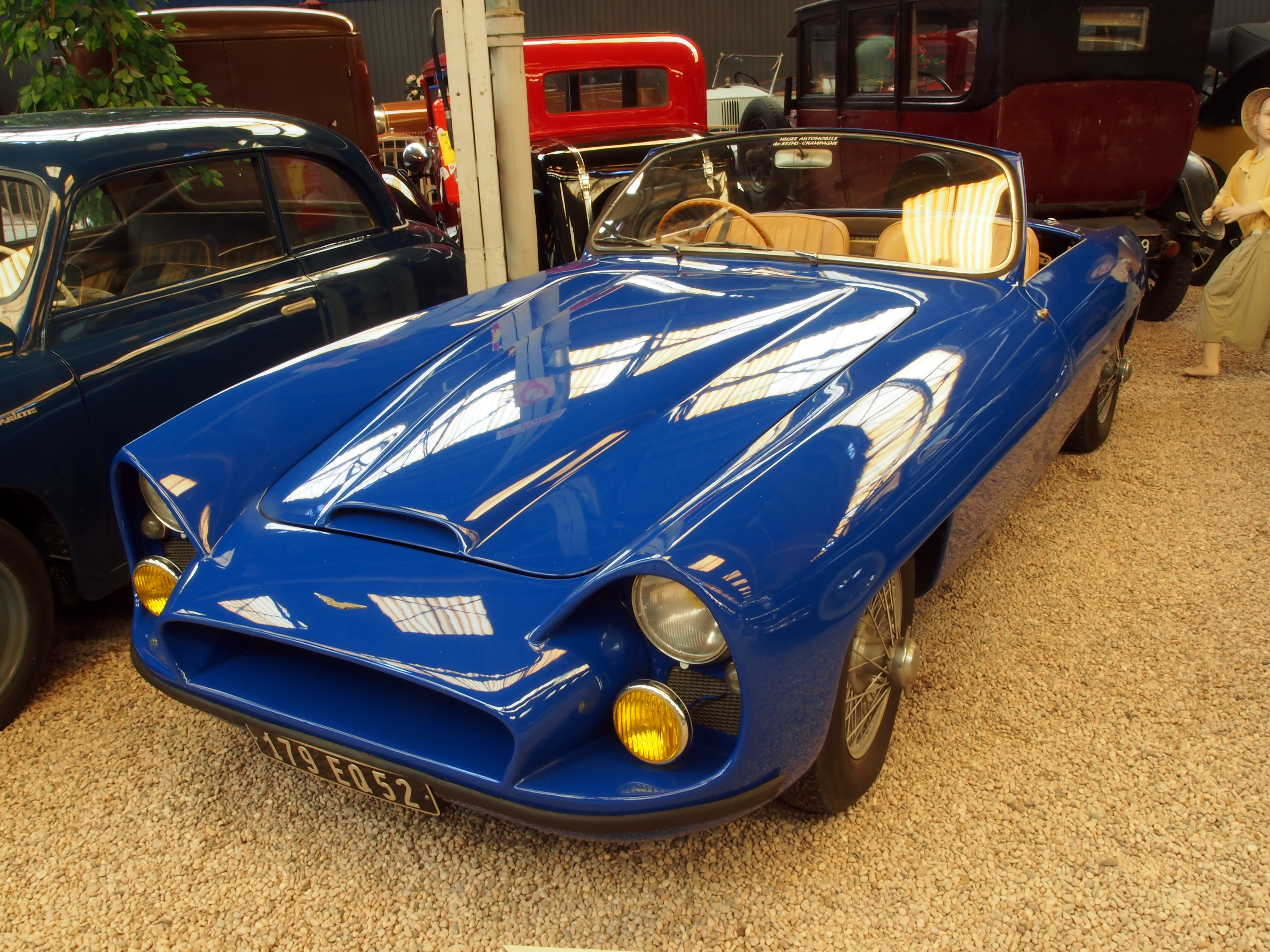
Salmson 2300S

Крім допомоги спонсорів, Бернар намагається контактувати з іншими виробниками, і виходить на бельгійську Minerva, яка за ліцензією випускає Land Rover 86. Передбачалося, що Minerva постачатиме кузови і шасі, а Salmson ставитиме свої 2-вальні мотори. Але поки йшли переговори, сама Minerva скорчилася в агонії. Щоб підхльоснути інтерес до єдиної моделі, що випускається, було вирішено виставити 2300S на 24-годинний Le-Man, який колись, 30 років тому, допоміг розкрутити марку. Однак дива не сталося, екіпаж Кола-Деве-Котелен зійшов на 82 колі через витік масла. Кілька Ferrari та Aston Martin також зійшли з траси, а взагалі не доїхало до фінішу 53 автомобіля. 1956 року вже інші гонщики — Нерсессьян і Монере, вирішили вийти на ту ж трасу, але ті зійшли вже через поломку самого мотора. У підсумку в 1956 році фірма зуміла продати всього 11 автомобілів, але за традицією в жовтні показали 4-дверний прототип на подовженому шасі 2300S. Кузов підготувала туринська фірма Motto.
Насправді, ще роком раніше, «Шапрон» пропонував своїм клієнтам седан власного дизайну, який перегукувався з купе.

## Припинення виробництва автомобілів. Закриття компанії
Однак серійному седану не судилося вийти серійно у виробництво, оскільки останню машину серії G85 випустили в лютому 1957 року, а через два місяці фірма і зовсім закрила свої ворота. До того моменту було побудовано всього трохи більше 200 автомобілів серії G85 2300S.
Усі виробничі потужності були куплені фірмою Renault, єдиним підрозділом, яке зберегло на той момент незалежність, був завод у місті Крест — Société d'Application Mécanique Salmson, до 1976 року він працював у сфері аерокосмонавтики і озброєння, і в 1976 році була поглинена концерном Thomson.
Автомобілів із такою маркою більше не випускали, але продукція з ім'ям Salmson існує і сьогодні — це насоси та інше обладнання, що випускає фірма, яку заснував син Еміля Сальмсона ще в 1919 році.

## Список автомобілів Salmson
- 1919 — GN-Salmson
- 1921 — Salmson AL22
- 1922 — Salmson AL3
  - Salmson Type D
- 1925 — Salmson Type V AL3
- 1926 — Salmson Grans Sport
  - Salmson Grand Sport Special
  - Salmson Grand Sport Course
  - Salmson Sport Grand Prix
- 1928 — Salmson GS8
  - Salmson S4
- 1932 — Salmson S4C
- 1934 — Salmson S4D
- 1937 — Salmson S4E
- 1938 — Salmson S4-61
- 1950 — Salmson S4E-72
  - Salmson G80 Randonee
- 1951 — Salmson G72 Randonee
- 1953 — Salmson G85 2300S

## Список автомобілів British Salmson
- 1930 — British Salmson S4C
- 1935 — British Salmson S6
- 1937 — British Salmson S4D